# Чернилово (Могилёвская область)
Чернилово (бел. Чарнілава) — деревня в Мстиславском районе Могилёвской области Белоруссии. Входит в состав Копачевского сельсовета.

## География
Деревня находится в северо-восточной части Могилёвской области, в пределах Оршанско-Могилёвской равнины, на расстоянии примерно 10 километров (по прямой) к северо-западу от Мстиславля, административного центра района. Абсолютная высота — 204 метра над уровнем моря.

## История
В 1699 году упоминается как деревня во Мстиславском воеводстве ВКЛ.
Согласно «Списку населенных мест Могилёвской губернии» 1910 года издания населённый пункт входил в состав Старосельской волости Мстиславского уезда Могилёвской губернии. Имелось 19 дворов и проживало 74 человека (41 мужчина и 32 женщины).
До 2013 года Чернилово входила в состав ныне упразднённого Лютненского сельсовета.

## Население
По данным переписи 2009 года, в деревне проживало 30 человек.